# Брайън Хърбърт
Брайън Патрик Хърбърт (на английски: Brian Patrick Herbert) е американски писател на произведения в жанра научна фантастика, фентъзи, трилър и драма. Той е по-големият син на писателя Франк Хърбърт.

## Биография и творчество
Брайън Патрик Хърбърт е роден на 29 юни 1947 г. в Сиатъл, Вашингтон, САЩ. Завършва с бакалавърска степен специалност социология в Калифорнийски университет – Бъркли|Калифорнийския университет в Бъркли. След дипломирането си работи на различни места като редактор, консултант, мениджър продажби в издателство (1966 – 1967), собственик на магазин за внос, андеррайтер (1968 – 1977) в Сиатъл и Сан Франциско, застрахователен брокер (1977 – 1984) в Сиатъл. Израства в сянката на баща си и започва да пише 30-годишен.
Първият му роман „Sidney's Comet“ (Кометата на Сидни) е издаден през 1983 г. Следват романите му „Хроники на боклука“, „Судана Судана“, „Затворници от Арион“, „Състезанието за Бога“ (номинирана за наградата „Небюла“ 1990 г.), „Създатели на памет“ и „Кръв на слънцето“ (двата в съавторство с Мари Ландис),) и „Мъж от два свята“ в съавторство с Франк Хърбърт.
През 1999 г. започва ползотворното му сътрудничество с писателя Кевин Дж. Андерсън по романи поставени във вселената на поредицата „Дюн“ на Франк Хърбърт по негови записки и идеи. Първият им роман „Дюна – родът Атреидес“ от поредицата „Прелюдия към Дюн“ е издаден през 1999 г. Историята в него се развива 40 години преди началото на събитията, описани в първия роман „Дюн“.
Следва поредицата им „Легенди за Дюн“ от 2002 г., който представя историята на Дюн 10 000 години назад от събитията на оригиналния роман, към времето на Бътлерианският джихад – голямата война на хората и мислещите машини.
През 2003 г. пише биографията на баща си, „Dreamer of Dune“ (Мечтателят от Дюн), която е и почит към личността и творчеството му. Книгата е номинирана за наградата „Хюго“.
В периода 2006 – 2007 г. Брайън Хърбърт и Кевин Андерсън, ползвайки черновите на Франк Хърбърт, издават два романа – „Ловци на Дюн“ и „Пясъчни червеи на Дюн“, които са част от оригиналната поредица на Франк Хърбърт.
Следват поредиците им „Героите на Дюн“, „Великите училища на Дюн“, „Червената чума“ и „Каладан“, с които развиват историята на вселената на Дюн.
През 1967 г. се жени за фотографката Жанет Хърбърт. Имат три дъщери – Джули, Ким и Марго Бевърли. Двамата съпрузи обикалят света, живеят в екзотични земи и изучават много култури и езици. Значителното количество материал, събрано при тези пътувания, намира място в романите на писателя и фотографията на Жанет.
Член е на Обществото на писателите на научна фантастика на Америка, на Националния клуб на писателите, на Планетарното общество и на Общество L-5.
Брайън Хърбърт живее със семейството си в Бейнбридж Айланд.

## Произведения

### Самостоятелни романи
- Sidney's Comet (1983)
- The Garbage Chronicles (1985)
- Sudanna, Sudanna (1985)
- Man of Two Worlds (1986) – с Франк Хърбърт
- Prisoners of Arionn (1987)
- The Race for God (1990)
- Memorymakers (1991) – с Мари Ландис
- The Little Green Book of Chairman Rahma (2014)
- The Assassination of Billy Jeeling (2018)
- The Unborn (2019)

### Във вселената наДюн– сКевин Дж. Андерсън

#### Серия „Прелюдия към Дюн“ (Prelude to Dune)
1. House Atreides (1999)
Дюна – родът Атреидес, изд. „Аргус“ (2000), прев. Владимир Зарков
2. House Harkonnen (2000)
3. House Corrino (2001)

#### Серия „Легенди за Дюн“ (Legends of Dune)
1. The Butlerian Jihad (2002)
2. The Machine Crusade (2002)
3. The Battle of Corrin (2004)

#### Серия „Дюн“ (Dune)
продължение от оригиналната поредица от Франк Хърбърт
7. Hunters of Dune (2006)
8. Sandworms of Dune (2007)

#### Серия „Героите на Дюн“ (Heroes of Dune)
1. Paul of Dune (2008)
2. The Winds of Dune (2009)

#### Серия „Великите училища на Дюн“ (Great Schools of Dune)
1. The Sisterhood of Dune (2012)
2. Mentats of Dune (2014)
3. Navigators of Dune (2016)

#### Серия „Дюн: Червената чума“ (Dune: Red Plague)
1. Dune: Red Plague (2016)

#### Серия „Дюн: Каладан“ (Dune: Caladan)
1. The Duke of Caladan (2020)
2. The Lady of Caladan (2021)

#### Серия „Сборници към Дюн“ (Dune Collections)
1. Songs of Muad'dib (1992) – с Франк Хърбърт
2. The Road to Dune (2005) – с Франк Хърбърт и Кевин Дж. Андерсън
3. Tales of Dune: Expanded Edition (2017)
4. Dune: Legends, Heroes, Schools (2017)

#### Други
- The Notebooks of Frank Herbert's Dune (1988) – с Франк Хърбърт
- Dreamer of Dune (2003) – мемоари за Франк Хърбърт
- Sands of Dune (2022) – сборник разкази

### Серия „Хроники на Времевата мрежа“ (Timeweb Chronicles)
1. Timeweb (2006)
2. The Web and the Stars (2007)
3. Webdancers (2008)

### Серия „Адската дупка“ (Hell Hole) – сКевин Дж. Андерсън
1. Hellhole (2011)
2. Hellhole Awakening (2013)
3. Hellhole Inferno (2014)

### Серия „Откраднатите евангелия“ (Stolen Gospels)
1. The Stolen Gospels (2011)
2. The Lost Apostles (2011)

### Участие в общи серии с други писатели

#### Серия „Светът на мрака“ (World of Darkness)
- Blood on the Sun (1996) – с Мари Ландис

от серията има още 32 романа от различни автори

### Новели
- Stormworld (2012) – с Брус Тейлър

### Сборници
- Dangerous Worlds (2016)
- The Comet Chronicles (2016)
- The Infinite Tears of Pablo Azul (2018) – с Брус Тейлър

### Документалистика
- The Forgotten Heroes (2004)

## Филмография (като продуцент)
- 2021 Дюн, Dune
- ?? Dune: The Sisterhood – тв сериал